# 2108-as mellékút (Magyarország)
A 2108-as számú mellékút egy 57,5 kilométer hosszú mellékút a Cserhát hegység nyugati részén. Fő iránya a kezdőpontjától, Balassagyarmattól kiindulva mindvégig déli, nagyobbrészt Nógrád vármegyében, utolsó kilométerein viszont már Pest vármegye területén haladva, a Galga folyó völgyében. Végig nagyjából párhuzamos az Aszód–Balassagyarmat–Ipolytarnóc-vasútvonallal, amellyel többször keresztezik is egymást, és a vasútvonal Aszód-Balassagyarmat szakasza is érinti az összes, a mellékút által érintett települést.

## Nyomvonala
Balassagyarmaton indul a 22-es főútból kiágazva, annak a 23. kilométere közelében. Még a belvárosban ágazik ki belőle a 2119-es út Patvarc felé. Kevéssel az első kilométere előtt keresztezi először az Aszód–Balassagyarmat–Ipolytarnóc-vasútvonalat, nem messze Balassagyarmat vasútállomástól, attól keletre, majd kiágazik belőle dél-délnyugat felé a 21 128-as út. Negyedik kilométerénél elhalad a szügyi naperőmű mellett, az 5. kilométere közelében keresztezi a Dézsa-patakot, majd beér Szügyre és kiágazik belőle kelet felé a 21 129-es út. A falu nyugati szélén húzódik, majd a külterületén, a 7. kilométere előtt ismét eléri a vasutat.
8. kilométerénél kiágazik belőle nyugatra a 21 127-es út, ugyanott keresztezi a vasutat és a Fekete-víz folyását, amely a közelben a Berekalji-víztározót táplálja. 10. kilométerénél éri el Mohora északkelet felől első házat, ott kiágazik belőle (az addigi szakaszának egyenes folytatásaként) a 2123-as út (Herencsény-Alsótold felé), míg a 2108-as délnyugatnak fordul. Ismét keresztezi a vasutat, és a Fekete-vizet; keresztülhalad Mohora központján, majd Magyarnándor következik, aminek központi részét a 14. kilométernél éri el. Előtte kb. 200 méterrel beletorkollik nyugat felől a 2118-as út, kelet felé pedig a 2125-ös út ágazik ki belőle nem sokkal távolabb. Előbbi Kétbodonyba, utóbbi Cserháthalápra vezet.
A falutól délre ismét keresztezi a vasutat, amely itt egy szakaszon nyugat felé halad tovább, és hamarosan a kísérőjéül szegődik a Szandaváraljai-patak, néhány kilométer erejéig. 17. kilométerénél található a Buttler-kastély; 17,5 kilométernél beletorkollik – közel 15 kilométer megtétele után – a 2124-es út (Terény felől), majd elhagyja Magyarnándor területét, és Becskére lép át. A falu központját a 22. kilométerénél éri el, ott ágazik ki belőle a 2138-as út, Bercel felé. Becske területének déli részén, a 23+600-as kilométerszelvénye közelében keresztezi a Galga felső folyását – ettől kezdve az út és a folyó végig együtt halad –, majd a 24. kilométerénél ismét keresztezi a vágányokat, már Nógrádkövesd területén. A 24+800-as kilométerszelvénye közelében torkollik bele a 2116-os út, csaknem 17 kilométer megtétele után, Bánk felől. 28. kilométerénél lép át Galgaguta területére, ott ismét keresztezi a vasutat, majd a 29. kilométernél kiágazik belőle északkelet felé a 2129-es út, illetve a falu déli részén belecsatlakozik, a 29+700-as kilométerszelvényénél a 2115-ös út (Rétság felől), nem sokkal annak 25. kilométere előtt.
Körülbelül 32,5 kilométer teljesítése után lép át az út Pest vármegye területére, s ott ismét keresztezi a vasutat. Acsa területén, 35 kilométer közelében kiágazik belőle a 21 322-es út, ami csak Acsa-Erdőkürt vasútállomásra vezet, majd 35,5 kilométernél keresztezi a 2106-os út, amely itt szinte pontosan a 24. kilométerénél jár. A 39. kilométerénél éri el Püspökhatvant, ott ismét keresztezi nemcsak a vasutat, de ezúttal a Galgát is. 43,5 kilométerénél éri el a következő település, Galgagyörk központját, ott kiágazik belőle a 21 321-es út.
47,8 kilométer után, Galgamácsa legészakibb házai előtt torkollik bele a 2105-ös út, annak 14,5. kilométere közelében; a település központi részét egyébként elkerüli, a lakott terület keleti szélén halad. A 49. kilométere előtt keresztezi a Magyarka-patakot, majd 49,6 kilométernél beletorkollik a 2102-es út, csaknem pontosan 35 kilométer megtétele után.

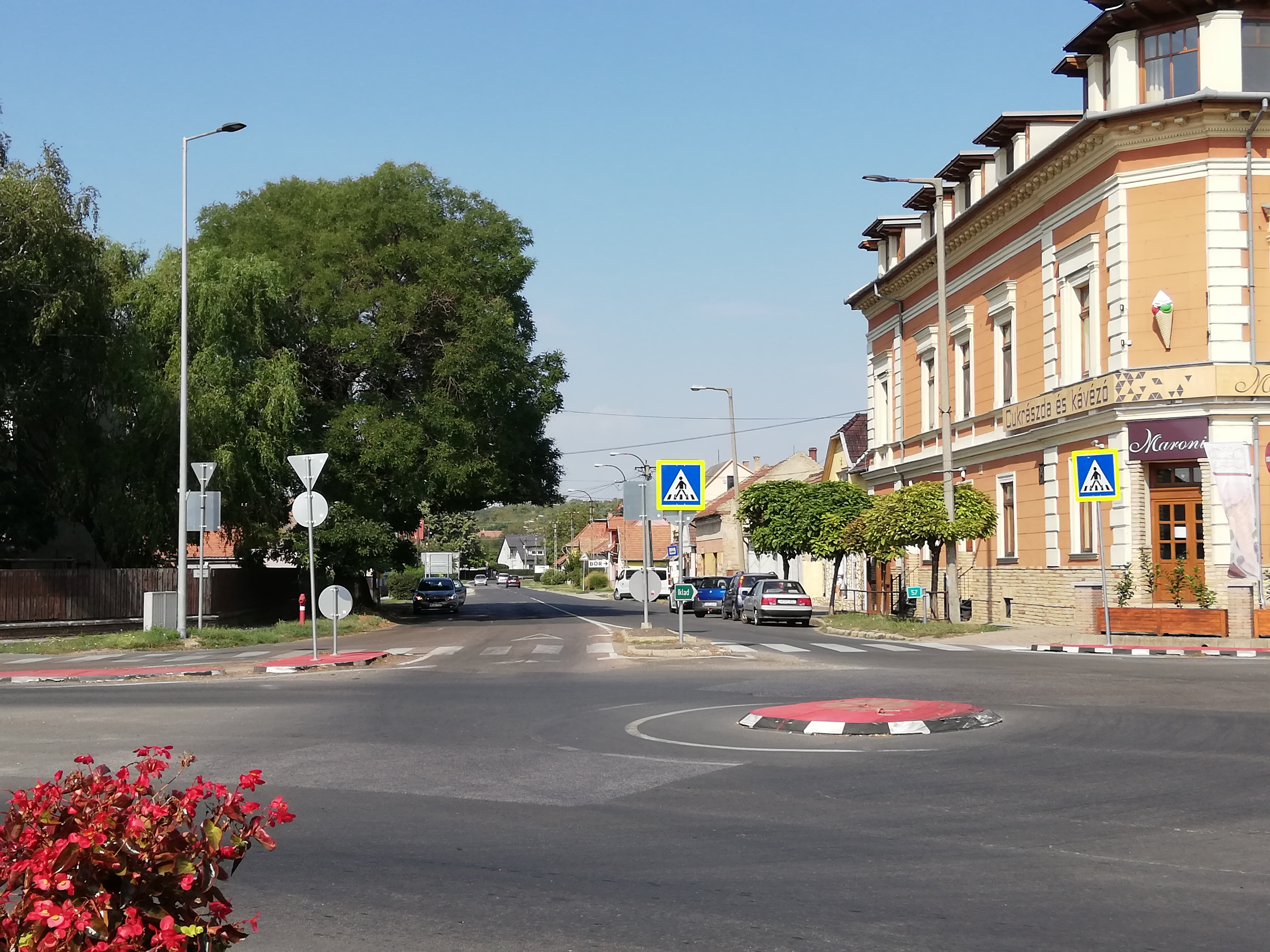
Az út betorkollása a 3-as főútba Aszód főtere mellett

53. kilométerénél éri el Iklad-Domony felső megállóhelyet, majd 54,5 kilométerénél, Iklad központjában beletorkollik a 21 115-ös út. Néhány méterrel az 57. kilométere után ér véget, Aszód központja közelében, betorkollva a 3-as főútba, annak 42+300-as kilométerszelvényénél.

## Települések az út mentén

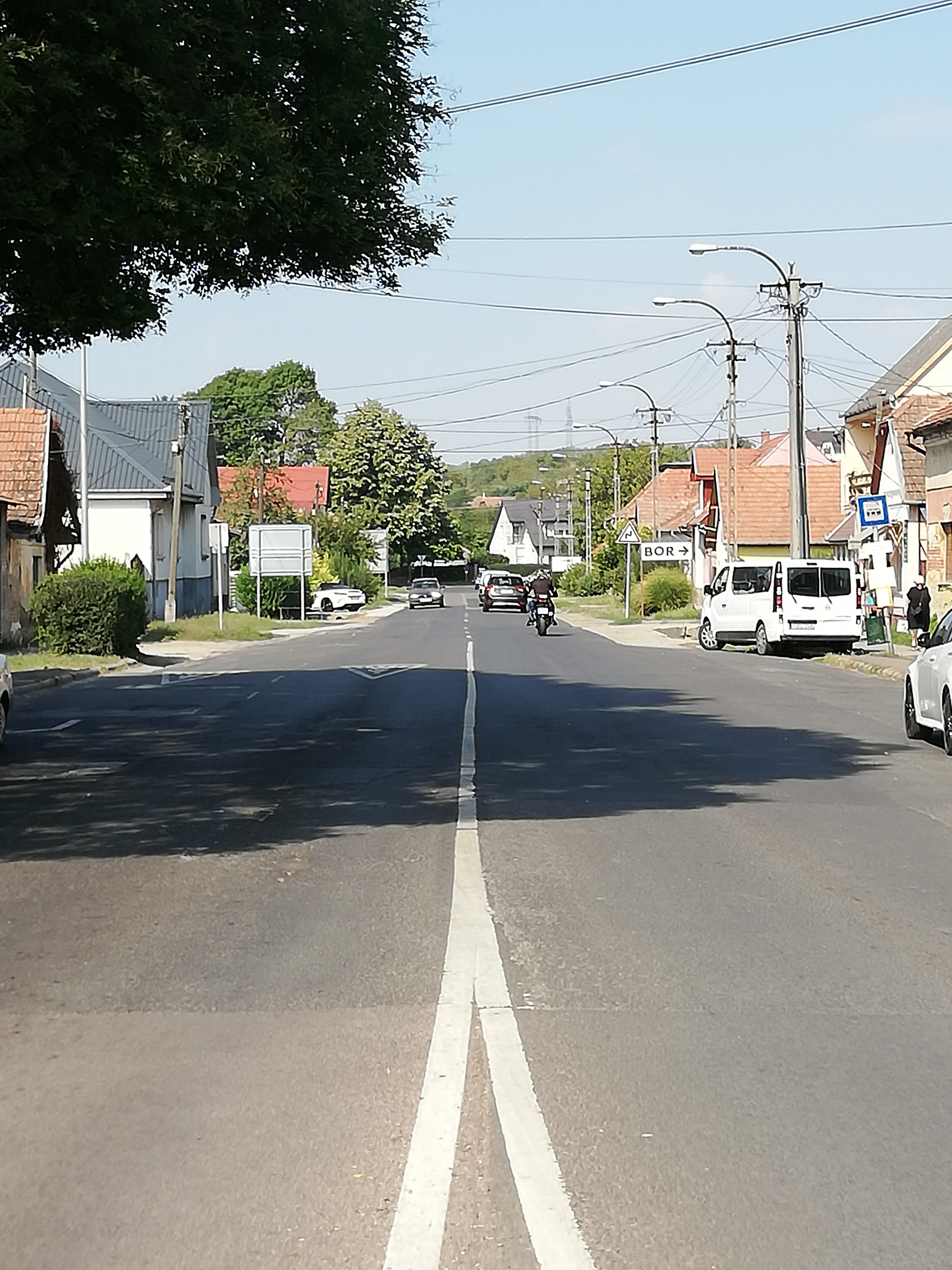
Az út utolsó méterei Aszód központjában (Deák Ferenc utca)

- Balassagyarmat
- Szügy
- Mohora
- Magyarnándor
- Becske
- Nógrádkövesd
- Galgaguta
- Acsa
- Püspökhatvan
- Galgagyörk
- Galgamácsa
- Iklad
- Aszód

## Története
1934-ben a kereskedelem- és közlekedésügyi miniszter 70 846/1934. számú rendelete szinte a mai teljes hosszában harmadrendű főútnak nyilvánította, 206-os útszámozással. Az akkori 206-os főút nyomvonala csak annyiban tért el a mai 2108-asétól, hogy Galgaguta és Becske között nem Nógrádkövesdet, hanem Bercelt érintve húzódott. Egy dátum nélküli, feltehetőleg 1950 körül készült térkép ugyanígy tünteti fel.